# Gleichenia dicarpa
Gleichenia dicarpa là một loài dương xỉ trong họ Gleicheniaceae. Loài này được R. Br. mô tả khoa học đầu tiên năm 1810.
Các tên gọi đồng nghĩa khác: Calymella dicarpa (R. Br.) C. Presl/ Calymella major Nakai/ Mertensia dicarpa (R. Br.) Poir/ Platyzoma dicarpum (R. Br.) Desv/ Pteris dicarpa (R. Br.) Christenh.

## Hình ảnh

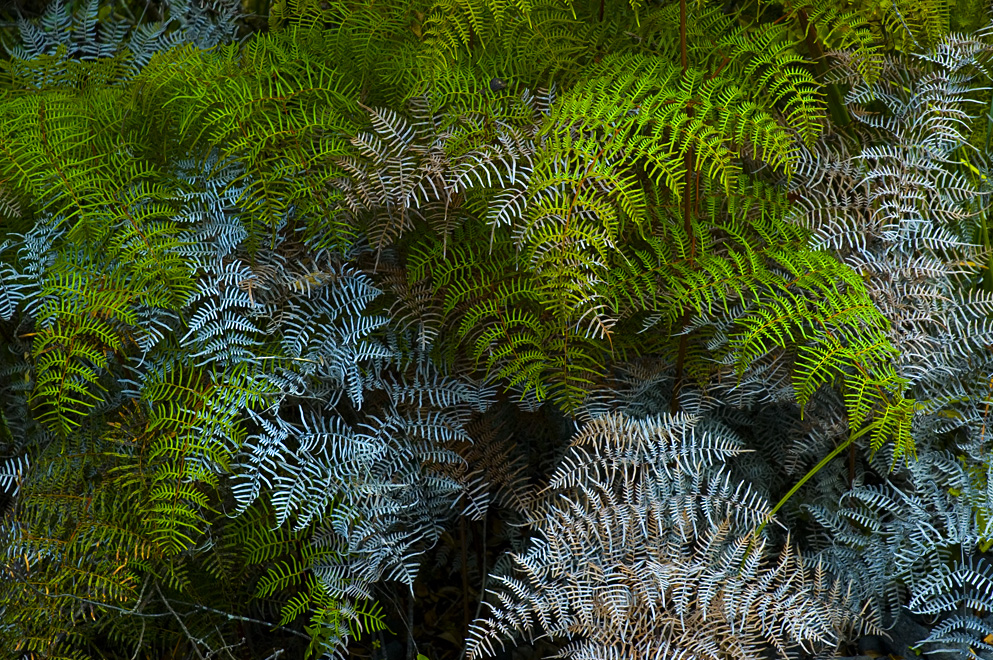